# Neguinho
Edison Machado Coelho (São Miguel do Oeste, 7 de março de 1992), mais conhecido como Neguinho, é um jogador de futsal brasileiro. Atualmente, joga pelo Bintang Timur Surabaya e pela Seleção Brasileira de Futsal na posição de ala.
Foi um dos maiores destaques do Pato Futsal na conquista das Ligas Nacionais de 2018 e 2019. Em março de 2019, envolveu-se em um grave acidente de carro.